# Walerian Wróbel

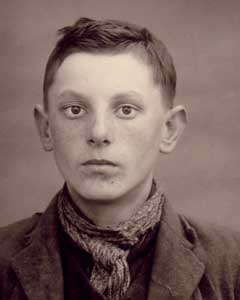
Walerian Wróbel bei seiner Festnahme, 1941 von der Kriminalpolizeilichen Leitstelle (KPLST) in Bremen fotografiert

Walerian Wróbel (in den deutschen Urkunden aus der Zeit des Nationalsozialismus Walerjan Wrobel, * 2. April 1925 in Fałków; † 25. August 1942 in Hamburg) war ein polnischer Zwangsarbeiter, der im Alter von 17 Jahren von den Nationalsozialisten hingerichtet wurde.

## Biographie

### Kindheit und deutsche Besatzung
Wróbel war das älteste von drei Kindern und wuchs bei seinen Eltern auf einem Bauernhof in Fałków in der heutigen Woiwodschaft Heiligkreuz auf. Er war im Vergleich zu Gleichaltrigen geistig etwas zurückgeblieben und hatte in sieben Jahren des Schulbesuchs lediglich die fünfte Klasse erreicht. Am 6. September 1939 (am sechsten Tag des Überfalls auf Polen) wurden zahlreiche Häuser des Dorfes, darunter auch das seiner Eltern, bei einem Bombardement der Luftwaffe zerstört. Die Betroffenen lebten anschließend in den Trümmern oder kamen bei Verwandten unter.

### Zwangsarbeit

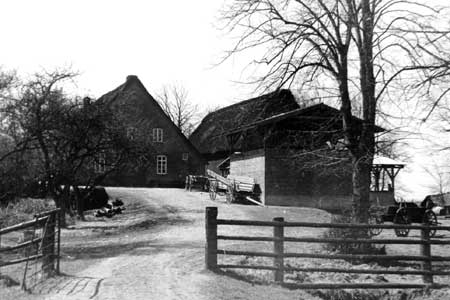
Bauernhof in Lesumbrok, wo Walerian Wróbel arbeitete

Kurz nach seinem 16. Geburtstag im April 1941 wurde der Junge von den deutschen Besatzern festgenommen und als „landwirtschaftlicher Hilfsarbeiter“ zur Zwangsarbeit nach Bremen geschickt. Dort wurde er am 19. April dem Martensschen Hof, 200 m nordwestlich der „Großen Dunge“ in Lesumbrok, heute Ortsteil Werderland, zugeordnet. Starkes Heimweh veranlasste ihn bereits nach wenigen Tagen, am 26. April, zur Flucht; er wurde jedoch gefasst und zur Arbeitsstelle zurückgebracht.

### Straftat
In der Hoffnung, als Strafe in seine Heimat Polen zurückgeschickt zu werden, entzündete er am 29. April das Heulager in der Scheune. Das Feuer – rechtzeitig von der Bäuerin entdeckt – richtete keinen Schaden an und Wróbel selbst half, es zu löschen. Dennoch brachte die Bäuerin den Vorfall bei der Polizei zur Anzeige.

### Inhaftierung und KZ-Zwangsarbeit
Nach einer Vernehmung verhaftete ihn die Gestapo am 2. Mai. Die Inhaftierung im Konzentrationslager Neuengamme erfolgte am 28. Juni. Als Mitglied des sogenannten „Kommando Elbe“ musste er in den folgenden neun Monaten Schwerstarbeit beim Bau des 600 Meter langen Neuengammer Stichkanals vom Lager zur Dove Elbe und der anschließenden Verbreiterung des Flussarmes verrichten. Während dieser Zeit freundete er sich mit dem zwei Jahre älteren Michał Piotrowski an, der nach Kriegsende berichtete:
„Walerek war sehr jung, sehr naiv. Erfahrung hatte der auch keine. So naiv: Wenn Du ihm sagst: Das und das ist wahr oder so und so ist das im KZ – Der glaubt das sofort. Der glaubt alles. Für solche ist das schwer im KZ, sehr schwer. Da musst Du brutal sein, aber nicht naiv, und Walerek war immer naiv, sehr naiv. Von den Eltern hat er immer erzählt, von der Schwester, von der Schule.“
Die Zwangsarbeit verlief oft tödlich und die von der SS ausgewählten Kapos waren zudem außerordentlich brutal. Die Verursachung von gesundheitlichen Langzeitfolgen oder die Ermordung von Häftlingen gehörte in diesem Kommando zum Alltag.
„Nur Wasser, Schlamm, Erde. Und Hunger (...) Das war ein Todeskommando“, so Piotrowski.

### Prozess

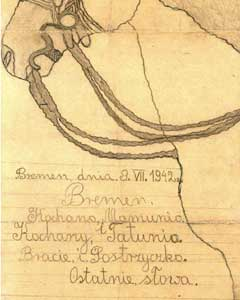
Walerian Wróbels Abschiedsbrief vom 8. Juli 1942 mit Zeichnung eines Pferdes (Ausschnitt)

Anlässlich des ersten Haftprüfungstermins wurde Wróbel am 8. April 1942 nach Bremen überstellt, wo das beim Landgericht Bremen eingerichtete Sondergericht ein Strafverfahren zur Verhandlung seiner Tat einleitete. Das Gericht unter Vorsitz von Emil Warneken kam zu dem Ergebnis, dass er zum Tatzeitpunkt zwar noch jugendlich im Sinne des Jugendgerichtsgesetzes gewesen, dieses aber ausschließlich für deutsche Bürger gedacht sei und somit auf ihn keine Anwendung fände. Lediglich die 14-Jahr-Grenze der Strafmündigkeit gelte auch für Polen, da sie rechtlich als ein Bestandteil des Strafgesetzbuches als solches anzusehen sei. Die Polenstrafrechtsverordnung sah unter Abschnitt III, 2 vor: „Auf Todesstrafe wird erkannt, wo das Gesetz sie androht.“ Diese Verordnung fände auf Wróbel zum einen deshalb Anwendung, weil er seinen Wohnsitz in Polen gehabt habe (das Gericht verfälschte die Wahrheit durch die Behauptung, er habe sich „freiwillig zur Arbeitsleistung nach Deutschland gemeldet“), und zum anderen, weil die Staatsanwaltschaft auf der Grundlage ebendieser Verordnung Anklage erhoben hatte. Trotz Minderjährigkeit zur Tatzeit verurteilte das Sondergericht Walerian Wróbel am 8. Juli nach § 306 Nr. 2 StGB wegen Brandstiftung und zusätzlich als „Volksschädling“ gemäß der Verordnung gegen Volksschädlinge zum Tode. In Haft schrieb der junge Pole heimlich einen Abschiedsbrief an seine Eltern, dem er eine von ihm selbst angefertigte Zeichnung eines Pferdes beilegte. Das Schreiben konnte aus dem Gefängnis geschmuggelt und seinen Eltern zugestellt werden.

### Gnadengesuche

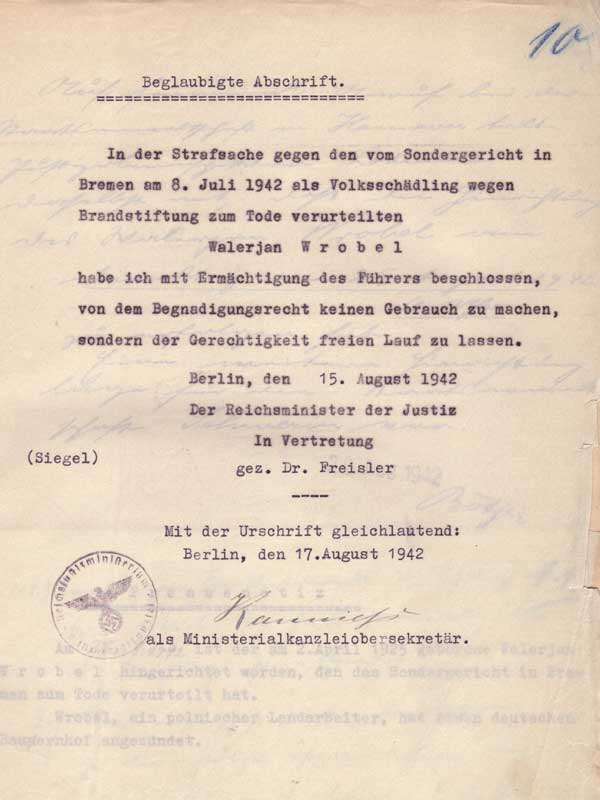
Ablehnung des Gnadengesuches

Rechtsmittel gegen diese Entscheidung lagen nicht vor, doch gab das Sondergericht nur einen Tag nach der Urteilsverkündung selbst eine Stellungnahme zur Gnadenfrage ab. Auf Grund dessen, dass Wróbel zur Tatzeit erst 16 Jahre alt gewesen sei, noch immer einen jugendlichen Eindruck hinterlasse, keiner Geheimorganisation angehöre und die Tat aus Heimweh begangen habe, befürworteten die Verantwortlichen eine gnadenweise Umwandlung der Todesstrafe in einen Straflageraufenthalt angemessener Dauer. Es könne nicht gesehen werden, dass die Straftat mit der Absicht der Schädigung der Widerstandskraft begangen worden wäre. Wróbels Verteidiger reichte am 20. Juli ein Gnadengesuch ein und verwies auf die geistigen und körperlichen Defizite sowie die nicht vorhandenen Kenntnisse der deutschen Sprache seines Mandanten und ferner darauf, dass die Folgen der Tat unbedeutend gewesen seien. Wróbel hätte mit Sicherheit nicht die vom Sondergericht vermuteten Überlegungen zur Schädigung der Widerstandskraft des deutschen Volkes angestellt. Zudem sei gar keine Schädigung beziehungsweise Schwächung eingetreten. Einen Tag später am 21. Juli empfahl der Oberstaatsanwalt als Leiter der Anklagebehörde beim Sondergericht dem kommissarischen Reichsminister der Justiz Franz Schlegelberger ebenfalls, die verhängte Todesstrafe in eine langjährige verschärfte Straflagerinhaftierung umzuwandeln. Er wies darauf hin, dass die Hauptverhandlung keinen Hinweis darauf ergeben habe, dass Wróbel aus deutschfeindlicher Gesinnung oder als Mitglied einer polnischen Geheimorganisation gehandelt habe. Er sei ferner glaubwürdig in der Erklärung seiner Motive. Das Schreiben des Oberstaatsanwalts schloss mit den Zeilen:
„Der Unterzeichnete ist sich dessen bewußt, daß auf Todesstrafe lautende Urteile gegen Polen in der Regel schonungslos vollstreckt werden müssen. Andererseits hält er es nicht für angängig, ein Todesurteil an einem Knaben zu vollstrecken. Zu berücksichtigen ist dabei ferner das Tatmotiv (das nicht in einer deutschfeindlichen Gesinnung wurzelt) sowie der Umstand, daß der angerichtete Schaden gering ist. Der Unterzeichnete ist überzeugt, daß die Staatspolizeistelle von einer Überstellung des Verurteilten an die StA abgesehen und die Hinrichtung selbst angeordnet haben würde, wenn sie ihn für todeswürdig gehalten haben würde.“
Der letzte Satz weist auf den zugunsten der Untersuchungshaft unter Aufsicht der Staatsanwaltschaft beendeten Aufenthalt im Konzentrationslager hin. Der damalige Staatssekretär im Justizministerium Roland Freisler lehnte es jedoch am 15. August ab, den Gnadengesuchen nachzukommen.

### Hinrichtung

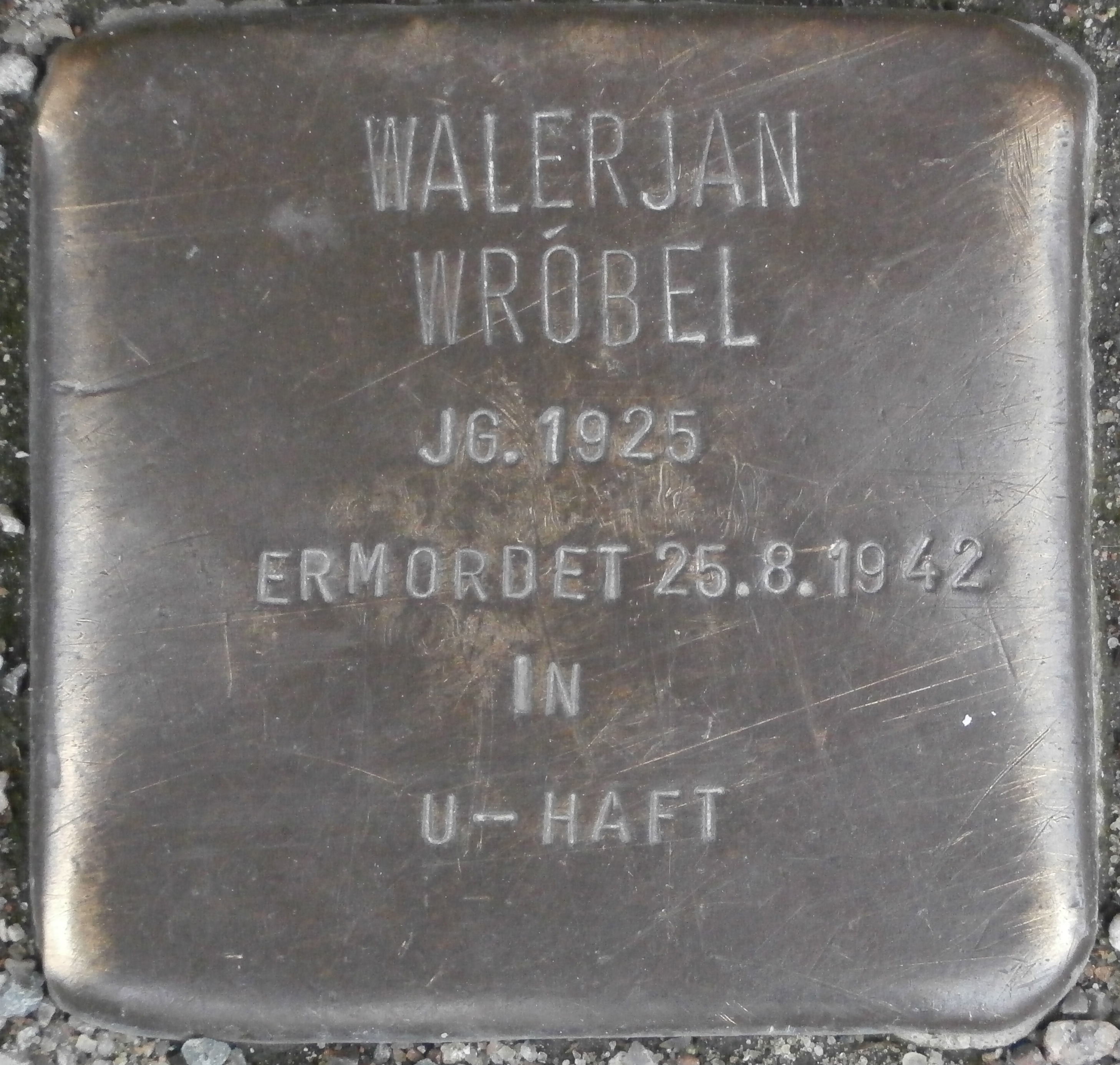
Stolperstein für Walerian Wróbel (Vorname leider auch hier falsch geschrieben Walerjan) vor der Untersuchungshaftanstalt Holstenglacis in Holstenglacis 3, Hamburg

Am Morgen des 25. August 1942 wurde das Urteil durch Scharfrichter Friedrich Hehr um 6:15 Uhr in Hamburg mit dem Fallbeil vollstreckt. An über 250 Stellen im bremischen Stadtgebiet hängte man anschließend Plakate auf, die die Hinrichtung Wróbels öffentlich bekannt machten und als Abschreckung dienen sollten. Auf den Plakaten des Oberstaatsanwaltes als Leiter der Anklagebehörde bei dem  Sondergericht zur Bekanntmachung seiner Hinrichtung wird er beschönigend als „Landarbeiter“ bezeichnet und nicht – in richtiger Weise – als zur Zwangsarbeit nach Deutschland Verschleppter. Seine Minderjährigkeit ging dagegen aus den Plakaten klar hervor.

## Aufarbeitung und Gedenken
Der Prozess gegen Walerian Wróbel fand im Zimmer 145 (heute Saal 231) im 2. Stock des Landgerichts statt. Er endete nach zweieinhalb Stunden mit der Verurteilung des Jugendlichen „wegen Verbrechens nach § 3 der Volksschädlingsverordnung zur Strafe des Todes.“ Die Verurteilung Wrobels steht beispielhaft für die Praxis des Sondergerichts Bremen. Es hatte von April 1940 bis zum Kriegsende insgesamt fünf Jahre lang als „Kriegsgericht der inneren Front“ im Sinne des NS-Staats Unrecht gesprochen.
Nicht nur in Bremen wurde der Name Walerian Wróbel zum Symbol für die NS-Unrechtsjustiz. Erst seit dem Jahr 1984 erinnert eine Gedenktafel vor dem Strafkammersaal des Landgerichts an ihn und die insgesamt 54 vom Sondergericht zum Tode Verurteilten. Zum 45. Jahrestag seines Todesurteils fand 1987 in diesem Saal eine Gedenkfeier in Anwesenheit der Schwester Wróbels statt, auf deren Antrag das Landgericht Bremen im gleichen Jahr das Todesurteil als „typischen Fall nationalsozialistischen Unrechts“ aufgehoben hatte. Zum Zweck einer Mahnung für die Zukunft erinnert das Gericht regelmäßig mit öffentlichen Gedenkveranstaltungen und Vorträgen an dieses grausame Kapitel der Bremer Justiz.
Das Verfahren gegen Walerian Wróbel ist das heutzutage bekannteste und am häufigsten betrachtete des Sondergerichts Bremen. Mitte der 1980er Jahre ließ der Rechtsanwalt Heinrich Hannover den Prozess neu aufrollen. Auf Antrag der Schwester Wróbels und der Staatsanwaltschaft Bremen entschied das Landgericht Bremen über die Rechtmäßigkeit des damaligen Urteils und hob es mit Beschluss vom 26. November 1987 auf (Aktenzeichen 16 AR 59/87).
Um exemplarisch an das Schicksal der vielen in Bremen eingesetzten Zwangsarbeiter zu erinnern, gründete sich zu diesem Zeitpunkt auch der „Verein Walerjan Wróbel“.
Die Geschichte Walerian Wróbels wurde 1990 unter der Regie und nach dem Drehbuch von Rolf Schübel verfilmt. Die Redaktion übernahm Ingeborg Janiczek. Der 94 Minuten lange Kinofilm Das Heimweh des Walerjan Wróbel gewann den Preis des niederländischen Jugendfilmfestivals Cinekid und war 1991 für den Deutschen Filmpreis nominiert.
Am 29. August 2007, knapp 65 Jahre nach Wróbels Hinrichtung, wurde der Deichweg am südlichen Ufer der Lesum beim Lesumsperrwerk im Bremer Ortsteil Werderland in Walerjan-Wrobel-Weg umbenannt.

## Rechtliche Wertung des Gerichtsurteils

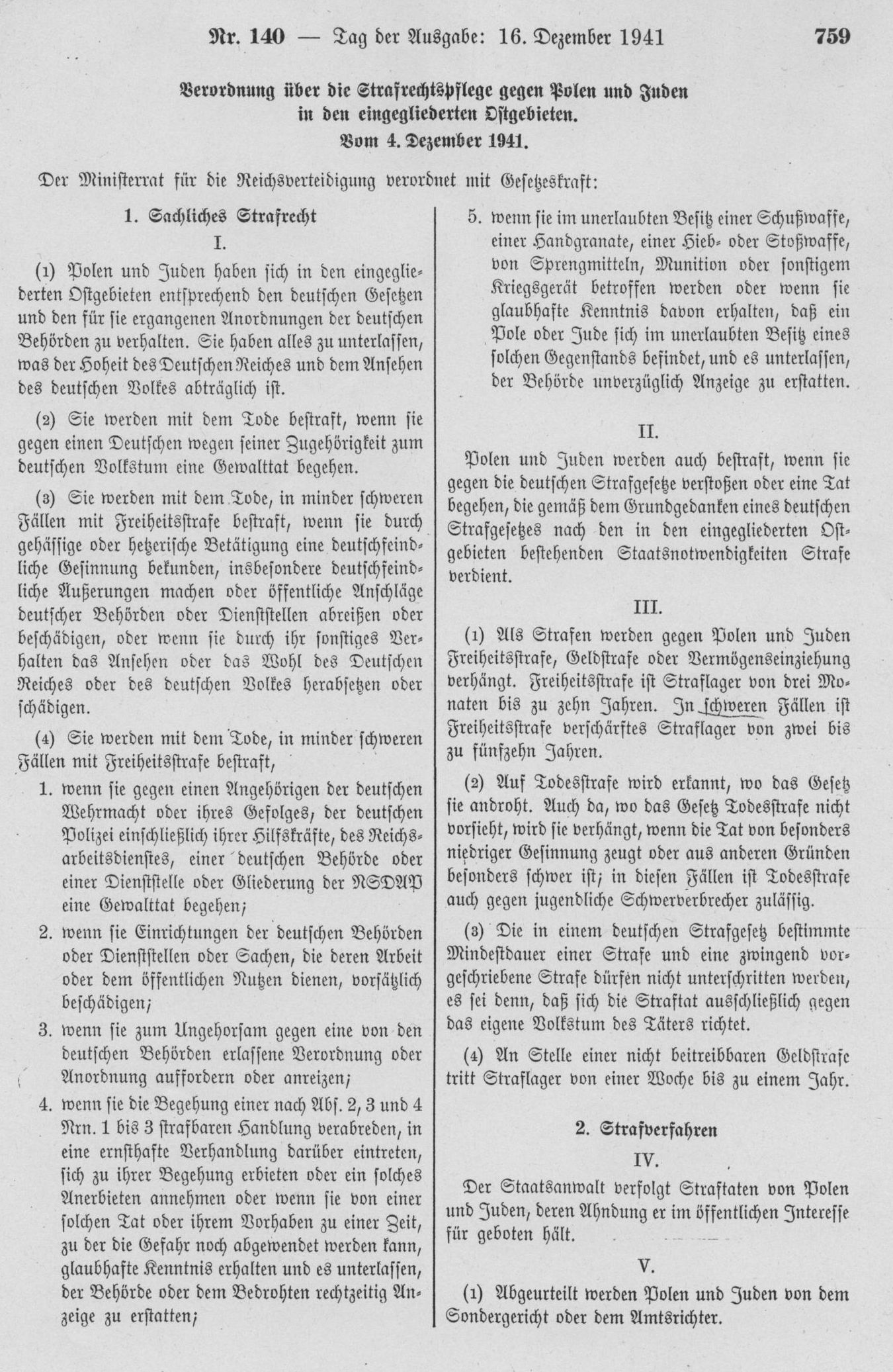
Verordnung über die Strafrechtspflege gegen Polen und Juden in den eingegliederten Ostgebieten vom 4. Dezember 1941

Grundsätzlich gesehen galt die Polenstrafrechtsverordnung zur Tatzeit noch gar nicht. Auch sah diese Verordnung eine rückwirkende Anwendung überhaupt nicht vor. Die Auffassung des Gerichts nahm an diesen Umständen offensichtlich keinen Anstoß. Von vornherein verbot bereits das Jugendgerichtsgesetz eine Verhängung der Todesstrafe gegenüber einem Minderjährigen. Erstmals formulierte ein Gericht in seinem Urteil derartiges:
„Der Angeklagte ist zwar noch jugendlich im Sinne des JGG [...], aber (dieses) findet auf Polen keine Anwendung. Die Bestimmungen des Jugendgerichtsgesetz sind lediglich für den jungen Deutschen geschaffen, um ihn durch Erziehungsmaßnahmen zu einem ordentlichen Volksgenossen zu formen.“
Für die Anwendung der Verordnung gab es keinerlei rechtliche Grundlage. Das gefällte Gerichtsurteil beinhaltete insgesamt fünf Rechtsbeugungen, mit denen das Gericht zur Verhängung der Todesstrafe kam. Dies ist aber eine Bewertung des Urteiles nach rechtlichen Maßstäben, welche die beteiligten Richter als „normativistisch“ und „jüdisch-liberalistisch“ ablehnten. Die vom Gericht zitierten Gesetze waren nicht dazu geschaffen worden, ihrem Wortlaut gemäß ausgelegt zu werden. Die Vorgehensweise war darauf aus, Wróbel aus Abschreckungsgründen umzubringen, und dass bei diesem Anlass überhaupt Gesetze zitiert wurden, geschah mehr zur Bemäntelung des ganzen Vorganges.
Der Minderjährige wurde als „Volksschädling“ wegen eines Bagatelldelikts hingerichtet. Der Fall Wróbel wurde vom Nazi-Regime als „geschichtlich wertvoll“ eingestuft. Die Akte sollte zu NS-Forschungszwecken dauerhaft aufbewahrt werden, um später eine angebliche „Säuberung Deutschlands von Volksschädlingen“ zu dokumentieren.

## Abschiedsbrief an seine Familie
Sein Abschiedsbrief an seine Familie wurde unter anderem im Zusammenhang mit der Aufarbeitung seiner Todesumstände veröffentlicht. In Untersuchungshaft in Bremen schrieb der Junge – offensichtlich heimlich und mit Bezügen zu seiner katholischen Konfession – einen Abschiedsbrief an seine Familie. Er lautet in Übersetzung aus der polnischen Sprache:
„Liebe Mutti und Papi, ich schreibe diese letzten Worte an Euch, dass ich nie mehr nach Hause zurückkomme, weil ich so eine schwierige Sache habe. Ich bitte aber noch Gott, den Allmächtigen, dass er mir hilft  in diesem letzten Augenblick, dass ich zur Beichte und zur Heiligen Kommunion gehen kann. Sollte ich aber noch weiter leben, dann schreibe ich schnellstens an Euch, liebe Eltern, dass Ihr euch um mich keine Sorgen macht. Ich werde noch ein Verfahren haben, und was der Richter über mich bestimmt, ob ich noch lange im Gefängnis sitzen werde oder ob der Tod [mich erwartet], das weiß ich noch nicht. Und ich bitte Euch noch einmal, dass Ihr euch keine Sorgen macht, denn dieser Brief wurde vor dem Verfahren auf den Weg geschickt Und wenn ich nicht lebe, dann bitte ich nur um eine Heilige Messe, und ich verabschiede mich  von Euch, Eltern, im letzten Augenblick, Ihr sollt möglichst lange leben und bittet Gott, dann hilft er Euch bei Gesundheit [zu bleiben]. Gute Nacht liebe Mama, Papa, Bruder, Schwesterchen.“